# Premis Cóndor de Plata 2000
La 48a edició dels Premis Cóndor de Plata 2000, concedits per l'Asociación de Cronistas Cinematográficos de la Argentina, va tenir lloc el 8 de maig de l'any 2000 al Teatro Maipo de Buenos Aires, on es va reconèixer a les millors pel·lícules argentines estrenades durant l'any 1999. Fou retransmesa en diferit per ATC i fou presentada per Graciela Borges i Víctor Laplace.
Durant la cerimònia es va commemorar els 25 anys de la nominació a l'Oscar de "La Tregua", la pel·lícula de Sergio Renán que protagonitzaren Héctor Alterio i Ana Maria Picchio. aquest reconeixement a la pel·lícula de Renán es van sumar els homenatges de l'Asociación de Cronistas s a les trajectòries de l'actor Homer Cárpena i del director Simón Feldman. També es va recordar al crític i historiador Domingo Di Núbila, el director Carlos H. Christensen i a Zully Moreno i a Juan Carlos Thorry.

## Guanyadors i nominats
| Millor pel·lícula | Millor director |
| --- | --- |
| - El mismo amor, la misma lluvia — Juan José Campanella - Garage Olimpo — Marco Bechis - Mundo grúa — Pablo Trapero - Yepeto — Eduardo Calcagno                                                 | - Juan José Campanella — El mismo amor, la misma lluvia - Marco Bechis — Garage Olimpo - Pablo Trapero — Mundo grúa                                                                      |
| Millor actriu | Millor actor |
| - Soledad Villamil — El mismo amor, la misma lluvia - Antonella Costa — Garage Olimpo - Vera Fogwill — El viento se llevó lo que                                                                | - Ricardo Darín — El mismo amor, la misma lluvia - Ulises Dumont — Yepeto - Julio Chávez — El visitante - Mauricio Dayub — El amateur                                                    |
| Millor actriu de repartiment | Millor actor de repartiment |
| - Adriana Aizemberg — Mundo grúa - Alejandra Flechner — Yepeto - Valeria Bertuccelli — Silvia Prieto                                                                                            | - Eduardo Blanco — El mismo amor, la misma lluvia - Carlos Roffé — Mala época - Roly Serrano — El visitante - Ulises Dumont — El viento se llevó lo que i El mismo amor, la misma lluvia |
| Millor Revelació Femenina | Millor Revelació Masculina |
| - Valeria Bertuccelli — Alma mía i Silvia Prieto - Antonella Costa — Garage Olimpo - Graciela Tenenbaum — El mismo amor, la misma lluvia - Mirta Wons — El amateur - Paola Krum — Río escondido | - Luis Margani — Mundo grúa - Diego Peretti — Alma mía - Eduardo Blanco — El mismo amor, la misma lluvia - Ricardo Bartis — Invierno, mala vida                                          |
| Millor guió original | Millor guió adaptat |
| - Juan José Campanella i Fernando Castets — El mismo amor, la misma lluvia - Marco Bechis i Lara Fremder — Garage Olimpo - Martín Rejtman — Silvia Prieto - Pablo Trapero — Mundo grúa          | - Eduardo Calcagno y Roberto Cossa — Yepeto - Fernando Birri i Eduardo Galeano — El siglo del viento - Juan Bautista Stagnaro — El amateur                                               |
| Millor opera prima | Millor videofilm |
| - Mundo grúa — Pablo Trapero - El visitante — Javier Olivera - Invierno, mala vida — Gregorio Cramer - Mala época — Salvador Roselli, Mariano de Rosa, Nicolás Saad i Rodrigo Moreno            | - - H.G.O. — Victor Baylo i Daniel Stefanello - Historias no contadas — Mariana Arruti i María Piloti - Padre Mugica — Mariotto y Gordillo                                               |
| Millor Fotografia | Millor Muntatge |
| - Daniel Shulman — El mismo amor, la misma lluvia - Ramiro Civita — Garage Olimpo - Víctor González — Invierno, mala vida i El amateur                                                          | - Jacopo Quadri — Garage Olimpo - Camilo Antolini — El mismo amor, la misma lluvia - Miguel Pérez — El amateur                                                                           |
| Millor direcció artística | Millor música original |
| - María Julia Bertotto — El mismo amor, la misma lluvia - Margarita Jusid — Esa maldita costilla - Rómulo Abad — Garage Olimpo                                                                  | - Jaime Roos — El amateur - Emilio Kauderer — El mismo amor, la misma lluvia - Martín Bauer — Río escondido                                                                              |
| Millor pel·lícula estrangera | |
| - Central do Brasil — Walter Salles - Festen — Thomas Vinterberg - Bacheha-Ye aseman — Majid Majidi - HANA-BI — Takeshi Kitano - Todo sobre mi madre — Pedro Almodóvar                          | |

|}

## Premis i nominacions múltiples
| Pel·lícula                     | Nominacions |
| ------------------------------ | ----------- |
| El mismo amor, la misma lluvia | 13          |
| Garage Olimpo                  | 8           |
| El amateur                     | 6           |
| Mundo grúa                     | 6           |
| Yepeto                         | 4           |
| El visitante                   | 3           |
| Invierno, mala vida            | 3           |
| Silvia Prieto                  | 3           |
| Alma mía                       | 2           |
| El viento se llevó lo que      | 2           |
| Mala época                     | 2           |
| Río escondido                  | 2           |

| Pel·lícula                     | Premis |
| ------------------------------ | ------ |
| El mismo amor, la misma lluvia | 9      |
| Mundo grúa                     | 3      |
| Garage Olimpo                  | 2      |
| Yepeto                         | 2      |